# À genoux devant toi
Ne doit pas être confondu avec In ginocchio da te (chanson).
Pour plus de détails, voir Fiche technique et Distribution.
À genoux devant toi (In ginocchio da te) est un film sentimental de 1964 réalisé par Ettore Maria Fizzarotti, inspiré de la chanson du même nom interprétée par Gianni Morandi, qui joue également le personnage principal. Pendant le film, Morandi chante plusieurs de ses chansons à succès.
C'est le premier titre d'une trilogie qui se poursuivra avec Non son degno di te (Je ne suis pas digne de toi) et Se non avessi più te (Si je ne t'avais plus).
C'est pendant le tournage du film qu'est né l'amour entre Gianni Morandi et Laura Efrikian qui se sont mariés deux ans plus tard.

## Synopsis
Gianni Traimonti (Gianni Morandi) est un jeune homme d'un village rural de la province de Bologne qui possède des qualités de chanteur. Il part à Naples pour faire son service militaire. C'est là qu'il tombe amoureux de Carla (Laura Efrikian), la fille de son maréchal, qui travaille avec sa mère, dans la boutique du tailleur où le quartier-maître envoie les soldats faire ajuster leurs uniformes.
Le père de Carla s'oppose à cette histoire d'amour et tente de savoir qui est le prétendant, allant même jusqu'à garder ses recrues en consignation.
Lors d'un concours de chant, Gianni gagne cinq jours de congé, mais au cours d'une fête il succombe au charme de Béatrice, la séduisante sœur de Giorgio, un camarade fortuné, et passe les congés seul avec elle sur les îles Éoliennes.
De retour à Naples, il est prêt au mariage réparateur avec Béatrice, mais il se rend vite compte que celle-ci le considère simplement comme l'une de ses nombreuses aventures. 
Gianni retourne auprès de Carla, qui cependant le quitte, pleine de ressentiment face à cette trahison. Profitant d'une audition à la RAI, Gianni chante en direct In ginocchio da te et retrouve le cœur de sa fiancée.

## Fiche technique
- Titre français : À genoux devant toi[3]
- Titre original : In ginocchio da te
- Réalisateur : Ettore Maria Fizzarotti
- Sujet : Giovanni Grimaldi, Bruno Corbucci
- Scénario : Giovanni Grimaldi, Bruno Corbucci
- Producteur : Gilberto Carbone
- Producteur esecutif : Rolando Pieri
- Maison de production :	Sicilia Cinematografica, Ultra Film
- Distribution en italien : Titanus
- Photographie :	Stelvio Massi
- Montage :Franco Fraticelli
- Musique : Ennio Morricone
- Décors : Carlo Leva
- Costumes : Rosalba Menichelli
- Données techniques : Noir et blanc
- Genre : Comédie sentimentale,	musical
- Langue originale : italien
- Pays de production :  Italie
- Durée : 110 min
- Année : 1964[4].
- Sortie en France :  21 décembre 1964[5].

## Distribution
- Gianni Morandi: Gianni Traimonti
- Laura Efrikian: Carla Todisco
- Nino Taranto: Maresciallo Antonio Todisco
- Enrico Viarisio: Colonnello Enzo
- Margareth Lee: Beatrice Di Bassano
- Dolores Palumbo: Santina De Micheli-Todisco
- Vittorio Congia: Nando Tazza
- Gino Bramieri: Ginone Traimonti
- Rosita Pisano: Dolores
- Enzo Cerusico: Gualtiero
- Ave Ninchi: Cuoca Cesira
- Franco Ressel: Gian Maria